# テキン・アルブルン
マフメト・テキン・アルブルン（トルコ語: Mehmet Tekin Arıburun、1903年10月3日 – 1993年8月12日）は、トルコの兵士、作曲家および政治家。トルコ大統領代理・トルコ大国民議会議長・トルコ空軍司令官を歴任した。

## 生い立ち
アルブルンは、ガリポリの戦いで伝説的な名声を博し、1915年4月25日にコンクベイに向かうオーストラリア・ニュージーランド軍団の進軍を阻止したオスマン帝国第57連隊（57. Piyade Alayı (Osmanlı)）長フセイン・アヴニ・ベイ（Hüseyin Avni Bey）の息子である。ケマル・アタテュルクの要請により、ガリポリの戦いにおいてチャナッカレで殉死した父の名をとって、アル・ブルン姓を名乗った。

## 重要
1925年に陸軍士官学校、1927年に空軍士官学校を卒業し、操縦士となる。1935年に陸軍士官学校を卒業し、参謀に昇進した。戦後、1950年に准将、1959年に正将に昇進し、空軍司令官に任命された。しかし1960年の5月27日クーデター（27 Mayıs Darbesinden）の後、アルブルンはクーデターに反対したため職権で退役させられ、翌1961年の選挙で公正党からイスタンブール議員に選出された。
1970年から1977年の間にはトルコ大国民議会議長を務めた。1973年、大統領就任を希望していたファルク・ギュレル（Faruk Gürler）参謀総長に対抗して公正党の大統領候補となる。最終的に1973年3月28日から4月6日まで大統領代行を務めた。アルブルンはベルリンとワシントンで空軍アタッシェを務め、パリではNATO防衛アカデミーの指揮を執る。また、トルコを代表してさまざまな国際会議に出席した。
1993年8月12日に亡くなった。軍人でありながら、英語、ドイツ語、フランス語、イタリア語、ハンガリー語に堪能で、詩を書き、ピアノを弾き、作曲や政治活動も行った。作曲した曲には空軍歌も含まれている。